# Max Geldray
Max Geldray  (* 12. Februar 1916 in Amsterdam als Max Leon van Gelder; † 2. Oktober 2004 in Palm Springs (Kalifornien)) war ein Mundharmonikaspieler niederländischer Herkunft. Er gilt als einer der ersten Harmonikaspieler, die auf ihrem Instrument als Jazzmusiker agierten.

## Leben und Wirken
Geldray entdeckte 1930 die chromatische Harmonika, die er als einer der ersten in den Niederlanden spielte. 1934 hatte er einige Auftritte bei Radio Hilversum und gründete ein Mundharmonika-Quartett, das 1937 international auftrat. Es kam bald zu ersten Auftritten mit Jack Hylton und der Johnny Fresno Band. 1937 gehörte er als Solist zum Orchester von Ray Ventura in Paris, wo er auch mit Django Reinhardt spielte. 1940 migrierte er nach Großbritannien, wo er weiter auftrat und Platten aufnahm, u. a. mit Jean-Pierre Sasson. 1944 war er auf niederländischer Seite an der Invasion in der Normandie beteiligt. 
Nach zwei weiteren Jahren bei Ray Ventura, kehrte er nach London zurück, wo er bis 1960 mit Peter Sellers, Spike Milligan und Harry Secombe in The Goon Show im Radio und in anderen Programmen der BBC auftrat. 1957 veröffentlichte er das Album Goon with the Wind, das George Martin produzierte. Ab 1961 lebte er in Los Angeles, wo er im Wechsel mit Engagements als Musiker in allen möglichen Berufen arbeitete, zuletzt im Bereich der Krankenpflege. 1989 veröffentlichte er seine Autobiographie.